# Canceller del Ducat de Lancaster

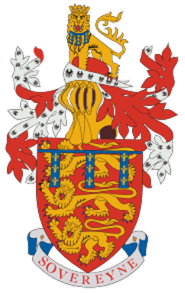
Escut del Ducat de Lancaster

El Canceller del Ducat de Lancaster és, en l'actualitat, un càrrec ministerial del govern del Regne Unit que inclou, com a part dels seus deures, l'administració de les finances i rentes del ducat de Lancaster. El Canceller del ducat de Lancaster és nomenat pel Sobirà, aconsellat pel Primer Ministre.
El Canceller pot ser qüestionat al Parlament sobre com rutlla el Ducat. No obstant això, la participació del Canceller en el funcionament diari dels afers del ducat és lleu, i el càrrec habitualment és ocupat per un polític veterà el paper principal del qual és diferent. Per exemple, el 2013 l'ocupant és Lord Hill d'Oareford, que serveix també com a Cap de la Cambra dels Lords.

## Història
En els seus orígens, el Canceller era l'oficial en cap de la direcció diària dels afers del ducat de Lancaster i del Comtat Palatí de Lancaster (un comptat palatí fusionat a la Corona el 1399), però actualment és dirigit per un adjunt, fent que el Canceller serveixi en efecte com un Ministre sense cartera més. El càrrec sovint ha estat ofert a un ministre novell amb responsabilitats en una àrea de política per a la qual no hi ha un departament amb una cartera apropiada.
El 1491, es creà el càrrec de Vicecanceller del Comptat Palatí de Lancaster. Actualment aquest càrrec és ocupat per un jutge del Tribunal Suprem, que té la seu al nord-oest, i ja no és nomenat al càrrec com a oficial legal del ducat.

### Actualitat
Actualment, les tasques del Canceller (administratives, financeres i legals) es considera que ocupen una mitjana d'un dia a la setmana. Sota la Llei de Juraments de 1868, el Canceller ha de prendre el jurament de lleialtat i el jurament oficial.
El Canceller del ducat de Lancaster rep un salari, segons especifica la llei de 1975 sobre els salaris ministerials, però la secció 3 de la llei preveu que el "salari serà reduït per la suma del salari a pagar-li per altra manera dels diners previstos a tal respecte per la seva oficina." L'oficina del Canceller del Ducat de Lancaster forma part de l'oficina del Gabinet.
L'actual Canceller és Jonathan Hill, Baró Hill d'Oareford, que també és el President de la Cambra dels Comuns. Entre el 2003 i el 2009 el titular del càrrec rebia el títol sinecure de Lord President del Consell, mentre que la Cancelleria era donada al Ministre de l'Oficina del Gabinet. Però en la reestructuració del 5 de juny del 2009, Lord Mandelson va ser nomenat Lord President i, mentre que la nova Ministre de l'Oficina del Gabinet Tessa Jowell mantenia el seu sinecure anterior com a Pagadora General. Això deixà la cancelleria a la Baronessa Royall Al primer govern de David Cameron, anunciat el 12 de maig de 2010, la Cancelleria quedà conjuntament amb el President de la Cambra dels Lords, mentre que el càrrec de Lord President del Consell va ser adjudicat al Viceprimer ministre del Regne Unit, Nick Clegg.

## Cancellers del Ducat de Lancaster

### Segle XIV
| Nom | Nom                           | Imatge       | Inici del mandat       | Final del mandat       |
| --- | ----------------------------- | ------------ | ---------------------- | ---------------------- |
|     | Sir Henry de Haydock          | Sense imatge | 1361                   | 1373                   |
|     | Ralph de Ergham               | Sense imatge | 1373                   | 16 d'abril de 1377     |
|     | Thomas de Thelwall            | Sense imatge | 16 d'abril de 1377     | 1378                   |
|     | Sir John De Yerborough        | Sense imatge | 1378                   | 10 de novembre de 1382 |
|     | Sir Thomas Stanley (pro term) | Sense imatge | 10 de novembre de 1382 | 29 de novembre de 1382 |
|     | Sir Thomas Scarle             | Sense imatge | 29 de novembre de 1382 | Octubre de 1383        |
|     | Sir William Okey              | Sense imatge | Octubre de 1383        | 1400                   |

### Segle XV
| Nom | Nom                | Imatge       | Inici del mandat       | Final del mandat       |
| --- | ------------------ | ------------ | ---------------------- | ---------------------- |
|     | John de Wakering   | Sense imatge | 1400                   | 1400                   |
|     | William Burgoyne   | Sense imatge | 1400                   | 15 de maig de 1404     |
|     | Sir Thomas Stanley | Sense imatge | 15 de maig de 1404     | 30 de març de 1410     |
|     | John Springthorpe  | Sense imatge | 30 de març de 1410     | 4 d'abril de 1413      |
|     | John Wodehouse     | Sense imatge | 4 d'abril de 1413      | 10 de juny de 1424     |
|     | William Troutbecke | Sense imatge | 10 de juny de 1424     | 16 de febrer de 1431   |
|     | Walter Sherington  | Sense imatge | 16 de febrer de 1431   | 3 de juliol de 1442    |
|     | William Tresham    | Sense imatge | 3 de juliol de 1442    | 10 de juny de 1449     |
|     | John Say           | Sense imatge | 10 de juny de 1449     | 10 de juny de 1462     |
|     | Sir Richard Fowler | Sense imatge | 10 de juny de 1462     | 3 de novembre de 1477  |
|     | Sir John Say       | Sense imatge | 3 de novembre de 1477  | 2 d'abril de 1478      |
|     | Thomas Thwaites    | Sense imatge | 2 d'abril de 1478      | 7 de juliol de 1483    |
|     | Thomas Metcalfe    | Sense imatge | 7 de juliol de 1483    | 13 de setembre de 1486 |
|     | Sir Reginald Bray  | Sense imatge | 13 de setembre de 1486 | 24 de juny de 1503     |

### Segle XVI
- Sir John Mordaunt (24 de juny de 1503 - 3 d'octubre de 1505)
- Sir Richard Empson (3 d'octubre de 1505 - 14 de maig de 1509)
- Sir Henry Marney (14 de maig de 1509 - 14 d'abril de 1523)
- Sir Richard Wingfield (14 d'abril de 1523 - 31 de desembre de 1525)
- Sir Thomas More (31 de desembre de 1525 - 3 de novembre de 1529)
- Sir William Fitzwilliam (3 de novembre de 1529 - 10 de maig de 1533)
- Sir John Gage (10 de maig de 1533 - 1 de juliol de 1547)
- Sir William Paget, 1r Baron Paget (1549) (1 de juliol de 1547 - 7 de juliol de 1552)
- Sir John Gates (7 de juliol de 1552 - 1553)
- Sir Robert Rochester (1553–1557)
- Sir Edward Waldegrave (22 de juny de 1558 - 1559)
- Sir Ambrose Cave (1559 - 16 de maig de 1568)
- Sir Ralph Sadler (16 de maig de 1568 - 15 de juny de 1587)
- Sir Francis Walsingham (15 de juny de 1587 - 1590)
- Sir Thomas Heneage (1590 - 7 d'octubre de 1595)
- Seal in commission (1595–1597)
- Sir Robert Cecil (8 d'octubre de 1597 - 1599)
- Seal in commission (1599 - 16 de setembre de 1601)

### Restauració de la Monarquia
| Lord Seymour de Trowbridge |        | 9 de juliol de 1660    | 21 de juliol de 1664   |
| Sir Thomas Ingram          |        | 21 de juliol de 1664   | 22 de febrer de 1672   |
| Sir Robert Carr, Bt        |        | 22 de febrer de 1672   | 21 de novembre de 1682 |
| Sir Thomas Chicheley       |        | 21 de novembre de 1682 | 1682                   |
| Vacant                     | Vacant | 1682                   | 1687                   |
| In commission              |        | 1687                   | 1687                   |
| Robert Phelips             |        | 1687                   | 21 de març de 1689     |
| Lord Willoughby de Eresby  |        | 21 de març de 1689     | 4 de maig de 1697      |
| El Comte de Stamford       |        | 4 de maig de 1697      | 12 de maig de 1702     |

### Segle XVIII
| Nom | Nom                        | Imatge | Ingressà al càrrec     | Abandonà el càrrec     | Partit polític |
| --- | -------------------------- | ------ | ---------------------- | ---------------------- | -------------- |
|     | Sir John Leveson-Gower, Bt |        | 12 de maig de 1702     | 10 de juny de 1706     | Tory           |
|     | El Comte de Derby          |        | 10 de juny de 1706     | 21 de setembre de 1710 |                |
|     | Lord Berkeley de Stratton  |        | 21 de setembre de 1710 | 6 de novembre de 1714  |                |
|     | El Comte de Aylesford      |        | 6 de novembre de 1714  | 12 de març de 1716     | Tory           |
|     | El Comte de Scarborough    |        | 12 de març de 1716     | 19 de juny de 1717     |                |
|     | Lord Lechmere              |        | 19 de juny de 1717     | 17 de juliol de 1727   |                |
|     | El Duc de Rutland          |        | 17 de juliol de 1727   | 21 de maig de 1735     | Whig           |
|     | El Comte de Cholmondeley   |        | 21 de maig de 1735     | 22 de desembre de 1742 | Whig           |
|     | Lord Edgcumbe              |        | 22 de desembre de 1742 | 27 de febrer de 1759   |                |
|     | El Comte de Kinnoull       |        | 27 de febrer de 1759   | 13 de desembre de 1762 | Whig           |
|     | Lord Strange               |        | 13 de desembre de 1762 | 14 de juny de 1771     |                |
|     | El Comte de Clarendon      |        | 14 de juny de 1771     | 17 d'abril de 1782     | Whig           |
|     | Lord Ashburton             |        | 17 d'abril de 1782     | 29 d'agost de 1783     | Whig           |
|     | El Comte de Derby          |        | 29 d'agost de 1783     | 31 de desembre de 1783 | Whig           |
|     | El Comte de Clarendon      |        | 31 de desembre de 1783 | 6 de setembre de 1786  | Whig           |
|     | Lord Hawkesbury            |        | 6 de setembre de 1786  | 11 de novembre de 1803 |                |

### Segle XIX
| Nom | Nom                                                          | Imatge | Ingressà al càrrec     | Abandonà el càrrec     | Partit polític    |
| --- | ------------------------------------------------------------ | ------ | ---------------------- | ---------------------- | ----------------- |
|     | Lord Pelham                                                  |        | 11 de novembre de 1803 | 6 de juny de 1804      | Whig              |
|     | Lord Mulgrave                                                |        | 6 de juny de 1804      | 14 de gener de 1805    | Tory              |
|     | El Comte de Buckinghamshire                                  |        | 14 de gener de 1805    | 10 de juliol de 1805   | Tory              |
|     | Lord Harrowby                                                |        | 10 de juliol de 1805   | 12 de febrer de 1806   | Tory              |
|     | El Comte de Derby                                            |        | 12 de febrer de 1806   | 30 de març de 1807     | Whig              |
|     | Hon. Spencer Perceval                                        |        | 30 de març de 1807     | 11 de maig de 1812     | Tory              |
|     | El Comte de Buckinghamshire                                  |        | 23 de maig de 1812     | 23 de juny de 1812     | Tory              |
|     | Charles Bathurst                                             |        | 23 de juny de 1812     | 13 de febrer de 1823   |                   |
|     | Lord Bexley                                                  |        | 13 de febrer de 1823   | 26 de gener de 1828    | Tory              |
|     | El Comte d'Aberdeen                                          |        | 26 de gener de 1828    | 2 de juny de 1828      | Tory              |
|     | Charles Arbuthnot                                            |        | 2 de juny de 1828      | 25 de novembre de 1830 | Tory              |
|     | Lord Holland                                                 |        | 25 de novembre de 1830 | 14 de novembre de 1834 | Whig              |
|     | Vacant                                                       | Vacant | 14 de novembre de 1834 | 26 de desembre de 1834 |                   |
|     | Charles Williams-Wynn                                        |        | 26 de desembre de 1834 | 8 d'abril de 1835      | Conservador       |
|     | Lord Holland                                                 |        | 23 d'abril de 1835     | 31 d'octubre de 1840   | Whig              |
|     | El Comte de Clarendon                                        |        | 31 d'octubre de 1840   | 23 de juny de 1841     | Whig              |
|     | Sir George Grey, Bt                                          |        | 23 de juny de 1841     | 30 d'agost de 1841     | Whig              |
|     | Lord Granville Somerset                                      |        | 3 de setembre de 1841  | 27 de juny de 1846     | Consevador        |
|     | Lord Campbell                                                |        | 6 de juliol de 1846    | 6 de març de 1850      | Whig              |
|     | El Comte de Carlisle                                         |        | 6 de març de 1850      | 21 de febrer de 1852   | Whig              |
|     | Robert Adam Christopher                                      |        | 1 de març de 1852      | 17 de desembre de 1852 | Consevador        |
|     | Edward Strutt                                                |        | 3 de gener de 1853     | 21 de juny de 1854     | Whig / Radical    |
|     | El Comte Granville                                           |        | 21 de juny de 1854     | 30 de gener de 1855    | Whig              |
|     | El Comte de Harrowby                                         |        | 31 de març de 1855     | 7 de desembre de 1855  |                   |
|     | Matthew Talbot Baines                                        |        | 7 de desembre de 1855  | 21 de febrer de 1858   | Whig              |
|     | El Duc de Montrose                                           |        | 26 de febrer de 1858   | 11 de juny de 1859     | Consevador        |
|     | Sir George Grey, Bt                                          |        | 22 de juny de 1859     | 25 de juliol de 1861   | Whig / Liberal    |
|     | Edward Cardwell                                              |        | 25 de juliol de 1861   | 7 d'abril de 1864      | Consevador        |
|     | El Comte de Clarendon                                        |        | 7 d'abril de 1864      | 3 de novembre de 1865  | Liberal           |
|     | Vacant                                                       | Vacant | 3 de novembre de 1865  | 26 de gener de 1866    |                   |
|     | George Goschen                                               |        | 26 de gener de 1866    | 26 de juny de 1866     | Liberal           |
|     | El Comte de Devon                                            |        | 10 de juliol de 1866   | 26 de juny de 1867     | Consevador        |
|     | John Wilson-Patten                                           |        | 26 de juny de 1867     | 7 de novembre de 1868  | Consevador        |
|     | Thomas Edward Taylor                                         |        | 7 de novembre de 1868  | 1 de desembre de 1868  | Consevador        |
|     | Lord Dufferin and Claneboye                                  |        | 12 de desembre de 1868 | 9 d'agost de 1872      | Liberal           |
|     | Hugh Childers                                                |        | 9 d'agost de 1872      | 30 de setembre de 1873 | Liberal           |
|     | John Bright                                                  |        | 30 de setembre de 1873 | 17 de febrer de 1874   | Liberal           |
|     | Thomas Edward Taylor                                         |        | 2 de març de 1874      | 21 d'abril de 1880     | Consevador        |
|     | John Bright                                                  |        | 28 d'abril de 1880     | 25 de juliol de 1882   | Liberal           |
|     | El Comte de Kimberley                                        |        | 25 de juliol de 1882   | 28 de desembre de 1882 | Liberal           |
|     | John George Dodson                                           |        | 28 de desembre de 1882 | 29 d'octubre de 1884   | Liberal           |
|     | George Trevelyan                                             |        | 29 d'octubre de 1884   | 9 de juny de 1885      | Liberal           |
|     | Henry Chaplin                                                |        | 24 de juny de 1885     | 28 de gener de 1886    | Consevador        |
|     | Edward Heneage                                               |        | 6 de febrer de 1886    | 16 d'abril de 1886     | Liberal           |
|     | Sir Ughtred Kay-Shuttleworth, Bt                             |        | 16 d'abril de 1886     | 20 de juliol de 1886   | Liberal           |
|     | El Vescomte Cranbrook                                        |        | 3 d'agost de 1886      | 16 d'agost de 1886     | Consevador        |
|     | Lord John Manners                                            |        | 16 d'agost de 1886     | 11 d'agost de 1892     | Consevador        |
|     | James Bryce                                                  |        | 18 d'agost de 1892     | 28 de maig de 1894     | Liberal           |
|     | Lord Tweedmouth                                              |        | 28 de maig de 1894     | 21 de juny de 1895     | Liberal           |
|     | El Vescomte Cross                                            |        | 29 de juny de 1895     | 4 de juliol de 1895    | Consevador        |
|     | Sir Henry James (Baró James de Hereford des d'agost de 1895) |        | 4 de juliol de 1895    | 8 d'agost de 1902      | Unionista Liberal |

### Segle XX
| Nom | Nom                                          | Imatge | Ingressà al càrrec     | Abandonà el càrrec     | Partit polític      |
| --- | -------------------------------------------- | ------ | ---------------------- | ---------------------- | ------------------- |
|     | Sir William Walrond, Bt                      |        | 8 d'agost de 1902      | 4 de desembre de 1905  | Conservador         |
|     | Sir Henry Fowler                             |        | 10 de desembre de 1905 | 13 d'octubre de 1908   | Liberal             |
|     | Lord FitzMaurice                             |        | 13 d'octubre de 1908   | 25 de juny de 1909     | Liberal             |
|     | Herbert Samuel                               |        | 25 de juny de 1909     | 14 de febrer de 1910   | Liberal             |
|     | Jack Pease                                   |        | 14 de febrer de 1910   | 23 d'octubre de 1911   | Liberal             |
|     | Charles Hobhouse                             |        | 23 d'octubre de 1911   | 11 de febrer de 1914   | Liberal             |
|     | Charles Masterman                            |        | 11 de febrer de 1914   | 3 de febrer de 1915    | Liberal             |
|     | Hon. Edwin Samuel Montagu                    |        | 3 de febrer de 1915    | 25 de maig de 1915     | Liberal             |
|     | Winston Churchill                            |        | 25 de maig de 1915     | 25 de novembre de 1915 | Liberal             |
|     | Herbert Samuel                               |        | 25 de novembre de 1915 | 11 de gener de 1916    | Liberal             |
|     | Hon. Edwin Samuel Montagu                    |        | 11 de gener de 1916    | 9 de juliol de 1916    | Liberal             |
|     | Thomas McKinnon Wood                         |        | 9 de juliol de 1916    | 10 de desembre de 1916 | Liberal             |
|     | Sir Frederick Cawley, Bt                     |        | 10 de desembre de 1916 | 10 de febrer de 1918   | Liberal             |
|     | Lord Beaverbrook                             |        | 10 de febrer de 1918   | 4 de novembre de 1918  | Liberal Unionist    |
|     | Lord Downham                                 |        | 4 de novembre de 1918  | 10 de gener de 1919    | Conservador         |
|     | El Comte de Crawford                         |        | 10 de gener de 1919    | 1 d'abril de 1921      | Conservador         |
|     | El Vescomte Peel                             |        | 1 d'abril de 1921      | 7 d'abril de 1922      | Conservador         |
|     | Sir William Sutherland                       |        | 7 d'abril de 1922      | 19 d'octubre de 1922   | Conservador         |
|     | El Marquès de Salisbury                      |        | 24 d'octubre de 1922   | 25 de maig de 1923     | Conservador         |
|     | J. C. C. Davidson                            |        | 25 de maig de 1923     | 22 de gener de 1924    | Conservador         |
|     | Josiah Wedgwood                              |        | 22 de gener de 1924    | 3 de novembre de 1924  | Laborista           |
|     | El Vescomte Cecil de Chelwood                |        | 10 de novembre de 1924 | 19 d'octubre de 1927   | Conservador         |
|     | Lord Cushendun                               |        | 19 d'octubre de 1927   | 4 de juny de 1929      | Conservador         |
|     | Sir Oswald Mosley, Bt                        |        | 7 de juny de 1929      | 19 de maig de 1930     | Laborista           |
|     | Clement Attlee                               |        | 23 de maig de 1930     | 13 de març de 1931     | Laborista           |
|     | Lord Ponsonby de Shulbrede                   |        | 13 de març de 1931     | 24 d'agost de 1931     | Laborista           |
|     | El Marquès de Lothian                        |        | 25 d'agost de 1931     | 10 de novembre de 1931 | Liberal             |
|     | J. C. C. Davidson                            |        | 10 de novembre de 1931 | 28 de maig de 1937     | Conservador         |
|     | El Comte Winterton                           |        | 28 de maig de 1937     | 29 de gener de 1939    | Conservador         |
|     | William Morrison                             |        | 29 de gener de 1939    | 3 d'abril de 1940      | Conservador         |
|     | Lord Tryon                                   |        | 3 d'abril de 1940      | 14 de maig de 1940     | Conservador         |
|     | Lord Hankey                                  |        | 14 de maig de 1940     | 20 de juliol de 1941   |                     |
|     | Duff Cooper                                  |        | 20 de juliol de 1941   | 11 de novembre de 1943 | Conservador         |
|     | Ernest Brown                                 |        | 11 de novembre de 1943 | 25 de maig de 1945     | National Liberal    |
|     | Sir Arthur Salter                            |        | 25 de maig de 1945     | 26 de juliol de 1945   | Conservador         |
|     | John Burns Hynd                              |        | 4 d'agost de 1945      | 17 d'abril de 1947     | Laborista           |
|     | Lord Pakenham                                |        | 17 d'abril de 1947     | 31 de maig de 1948     | Laborista           |
|     | Hugh Dalton                                  |        | 31 de maig de 1948     | 28 de febrer de 1950   | Laborista           |
|     | El Vescomte Alexander de Hillsborough        |        | 28 de febrer de 1950   | 26 d'octubre de 1951   | Labour Co-operative |
|     | El Vescomte Swinton                          |        | 31 d'octubre de 1951   | 24 de novembre de 1952 | Conservador         |
|     | Lord Woolton ( Vescomte Woolton des de 1953) |        | 24 de novembre de 1952 | 20 de desembre de 1955 | Conservador         |
|     | El Comte de Selkirk                          |        | 20 de desembre de 1955 | 13 de gener de 1957    | Conservador         |
|     | Charles Hill                                 |        | 13 de gener de 1957    | 9 d'octubre de 1961    | Conservador         |
|     | Iain Macleod                                 |        | 9 d'octubre de 1961    | 20 d'octubre de 1963   | Conservador         |
|     | El Vescomte Blakenham                        |        | 20 d'octubre de 1963   | 16 d'octubre de 1964   | Conservador         |
|     | Douglas Houghton                             |        | 18 d'octubre de 1964   | 6 d'abril de 1966      | Laborista           |
|     | George Thomson                               |        | 6 d'abril de 1966      | 7 de gener de 1967     | Laborista           |
|     | Frederick Lee                                |        | 7 de gener de 1967     | 6 d'octubre de 1969    | Laborista           |
|     | Vacant                                       | Vacant | 6 d'octubre de 1969    | 20 de juny de 1970     |                     |
|     | Anthony Barber                               |        | 20 de juny de 1970     | 28 de juliol de 1970   | Conservador         |
|     | Geoffrey Rippon                              |        | 28 de juliol de 1970   | 5 de novembre de 1972  | Conservador         |
|     | John Davies                                  |        | 5 de novembre de 1972  | 4 de març de 1974      | Conservador         |
|     | Harold Lever                                 |        | 5 de març de 1974      | 4 de maig de 1979      | Laborista           |
|     | Norman St John-Stevas                        |        | 5 de maig de 1979      | 5 de gener de 1981     | Conservador         |
|     | Francis Pym                                  |        | 5 de gener de 1981     | 14 de setembre de 1981 | Conservador         |
|     | La Baronessa Young                           |        | 14 de setembre de 1981 | 6 d'abril de 1982      | Conservador         |
|     | Cecil Parkinson                              |        | 6 d'abril de 1982      | 11 de juny de 1983     | Conservador         |
|     | Lord Cockfield                               |        | 11 de juny de 1983     | 11 de setembre de 1984 | Conservador         |
|     | El Comte de Gowrie                           |        | 11 de setembre de 1984 | 3 de setembre de 1985  | Conservador         |
|     | Norman Tebbit                                |        | 3 de setembre de 1985  | 13 de juny de 1987     | Conservador         |
|     | Kenneth Clarke                               |        | 13 de juny de 1987     | 25 de juliol de 1988   | Conservador         |
|     | Tony Newton                                  |        | 25 de juliol de 1988   | 24 de juliol de 1989   | Conservador         |
|     | Kenneth Baker                                |        | 24 de juliol de 1989   | 28 de novembre de 1990 | Conservador         |
|     | Chris Patten                                 |        | 28 de novembre de 1990 | 10 d'abril de 1992     | Conservador         |
|     | Hon. William Waldegrave                      |        | 10 d'abril de 1992     | 20 de juliol de 1994   | Conservador         |
|     | David Hunt                                   |        | 20 de juliol de 1994   | 5 de juliol de 1995    | Conservador         |
|     | Roger Freeman                                |        | 5 de juliol de 1995    | 2 de maig de 1997      | Conservador         |
|     | David Clark                                  |        | 3 de maig de 1997      | 27 de juliol de 1998   | Laborista           |
|     | Jack Cunningham                              |        | 27 de juliol de 1998   | 11 d'octubre de 1999   | Laborista           |
|     | Mo Mowlam                                    |        | 11 d'octubre de 1999   | 11 de juny de 2001     | Laborista           |

### Segle XXI
| Nom | Nom                             | Imatge | Ingressà al càrrec     | Abandonà el càrrec     | Partit polític |
| --- | ------------------------------- | ------ | ---------------------- | ---------------------- | -------------- |
|     | Lord Macdonald de Tradeston     |        | 11 de juny de 2001     | 13 de juny de 2003     | Laborista      |
|     | Douglas Alexander               |        | 13 de juny de 2003     | 8 de setembre de 2004  | Laborista      |
|     | Alan Milburn                    |        | 8 de setembre de 2004  | 6 de maig de 2005      | Laborista      |
|     | John Hutton                     |        | 6 de maig de 2005      | 2 de novembre de 2005  | Laborista      |
|     | Vacant                          | Vacant | 2 de novembre de 2005  | 5 de maig de 2006      |                |
|     | Hilary Armstrong                |        | 5 de maig de 2006      | 27 de juny de 2007     | Laborista      |
|     | Ed Miliband                     |        | 28 de juny de 2007     | 3 d'octubre de 2008    | Laborista      |
|     | Liam Byrne                      |        | 3 d'octubre de 2008    | 5 de juny de 2009      | Laborista      |
|     | La Baronessa Royall de Blaisdon |        | 5 de juny de 2009      | 11 de maig de 2010     | Laborista      |
|     | Lord Strathclyde                |        | 12 de maig de 2010     | 7 de gener de 2013     | Consevador     |
|     | Lord Hill de Oareford           |        | 7 de gener de 2013     | 14 de juliol de 2014   | Consevador     |
|     | Oliver Letwin                   |        | 14 de juliol de 2014   | 14 de juliol de 2016   |                |
|     | Sir Patrick McLoughlin          |        | 14 de juliol de 2016   | 8 de gener de 2018     | Conservador    |
|     | David Lidington                 |        | 8 de gener de 2018     | 24 de juliol de 2019   | Conservador    |
|     | Michael Gove                    |        | 24 de juliol de 2019   | 15 de setembre de 2021 | Conservador    |
|     | Steve Barclay                   |        | 16 de setembre de 2021 | 5 de juliol de 2022    | Conservador    |
|     | Kit Malthouse                   |        | 7 de juliol de 2022    | 6 de setembre de 2022  | Conservador    |
|     | Nadhim Zahawi                   |        | 6 de setembre de 2022  | 25 d'octubre de 2022   | Conservador    |
|     | Oliver Dowden                   |        | 25 d'octubre de 2022   | 5 de juliol de 2024    | Conservador    |
|     | Pat McFadden                    |        | 5 de juliol de 2024    | Al càrrec              | Laborista      |